# Mehmet Bulut
Mehmet Bulut (* 21. Juli 1994 in Bozova) ist ein österreichisch-türkischer Fußballspieler.

## Karriere
Bulut begann seine Karriere beim ASV Salzburg. 2006 ging er in die AKA Salzburg. 2010 spielte er erstmals für die Regionalligamannschaft. Im Oktober 2012 wechselte er zum SC Austria Lustenau, wurde jedoch bis zur Winterpause an den FC Hard ausgeliehen. Sein Profidebüt für Lustenau gab er am 25. Spieltag 2012/13 gegen den FC Blau-Weiß Linz. Im August 2014 löste er seinen Vertrag auf und wechselte im Jänner 2015 zum Amateurverein SV Austria Salzburg, mit dem er im Sommer 2015 den Aufstieg in den Profifußball feierte.
Nach dem Abstieg Salzburgs in die Regionalliga wechselte er im Sommer 2016 zum SV Seekirchen 1945.